# 学校基本調査
学校基本調査（がっこうきほんちょうさ）は、文部科学省が行う統計調査である。学校に関する内容を調査対象としている。

## 概要
学校教育法に規定されるすべての学校、および市町村教育委員会を対象に、毎年実施される。調査項目は、5月1日時点の学校数、学級数（小中高校などの場合）、学部数（高等教育機関の場合）、在学者数、長期欠席者数、教職員数、学校敷地の面積、学校建物の面積、学校経費、卒業生の進路状況などである。
電子調査票と紙の調査票がある。いずれの場合も、学校長もしくは学校設置者の長が回答する。電子調査票の場合は端末から必要事項を送信する。紙の調査票の場合は、原則として国立学校の場合は文部科学省に、都道府県立学校と私立学校の場合は都道府県に、市町村立学校の場合は市町村に、それぞれ提出するのが原則である。ただし、各都道府県によっては、この原則にかかわらず、独自の収集経路を定めている場合もある。どの提出方法でも、最終的には都道府県を経由して文部科学省に提出される。
文部科学省は、得られたデータの集計をおこない、実施年の8月をめどに速報を発表、12月前後には確定値として調査報告書を発表する。このデータは、地方交付税算定の資料や教育政策立案の資料など、教育行政の基礎資料を得るために使用される。
学校基本調査は、統計法（昭和22年法律第18号）が施行された翌年の1948年5月17日に指定統計第13号に指定され、調査を開始した。それ以前から、文部省は各学校からの報告をもとに集計をおこない、その結果を文部省年報に掲載してきた。学校基本調査はこれらの調査の内容と方法を再検討して統合したものであった。1948年の開始以降、変更はあるものの、基本的に当初の形式を踏襲してきている。なお、2001年からは、中央省庁再編により、文部科学省の所管となった。2003年にオンライン調査を導入。その後、統計法の2007年改正（平成19年法律53号）の際の経過措置により、基幹統計となっている。